# Els 3 monts
Els 3 monts és una ruta senderista, poc tècnica, que transcorre a 45 minuts de Barcelona, entre els parcs naturals del Montseny, Sant Llorenç del Munt i l'Obac, i Montserrat, i que permet als amants del senderisme endinsar-se per racons desconeguts i arribar fins a punts emblemàtics de la Catalunya prelitoral.

Començant pel Parc Natural del Montseny, declarat Reserva de la Biosfera per la Unesco l'any 1978, amb el seu mosaic de paisatges i la petjada cultural que l'home hi ha deixat i que ha inspirat artistes, intel·lectuals i científics, el senderista passa a l'abrupte i salvatge Parc Natural de Sant Llorenç del Munt i l'Obac, un entorn carregat de mites i llegendes, per acabar a la muntanya de Montserrat, símbol cultural i espiritual català.
Recórrer els 3 monts és gaudir del senderisme entre paisatges naturals espectaculars, però no només això. Fer senderisme a Els 3 monts també representa observar l'empremta que la història hi ha deixat, degustar la riquesa gastronòmica local i deixar-se endur pels serveis que la zona ens ofereix, uns serveis que podem combinar perfectament amb el camí que resseguim.
La història i la cultura d'Els 3 monts es mostra a mesura que anem fent camí en forma d'ermites romàniques, edificis modernistes o típiques masies catalanes. Alguns dels edificis patrimonials més emblemàtics de la zona acullen actualment les seus d'hotels i restaurants de gran qualitat.
La ruta ens sorprèn pels múltiples exemples d'arquitectura en pedra seca, un ric testimoni de la història rural de la Catalunya interior de les comarques de Barcelona i del seu patrimoni cultural.
La gastronomia és un altre dels punts forts de la ruta. Els cuiners del territori han sabut mesclar l'essència de sabors exclusius dels productes de la terra amb el toc de geni contemporani que ha posicionat la cuina catalana entre les millors del món.
De la cuina típica de les comarques d'Els 3 monts destaquen els plats amb bolets del massís del Montseny, les varietats endèmiques dels cigrons de Mura i les mongetes del ganxet, el vi de denominació d'origen Pla de Bages i el mató elaborat artesanalment a Montserrat.

## Les Etapes
L'itinerari Els 3 monts està dividit en sis etapes. D'acord amb les característiques geogràfiques i paisatgístiques del trajecte i d'acord amb la seva forma física, el senderista es pot planificar la ruta a la seva manera gràcies a l'àmplia oferta de serveis turístics.

### IP1: Montseny - Tagamanent
Recorregut: 22 km
Desnivell acumulat: 1.384 m (pujada: +672 m; descens: -712 m)
Temps estimat: 7,5 h 

Punts d'inici-final: Montseny (nucli urbà) i Tagamanent (nucli urbà)
Punts de pas: Sant Martí de Montseny - el Vilar - pla del Cafè - la Calma - l'Agustí - turó de Tagamanent - collet de la Creu de Can Coll - pla de les Coromines - el Folló
Més informació Arxivat 2010-06-22 a Wayback Machine.

### IP2: Tagamanent - Figaró - Sant Miquel del Fai - Sant Feliu de Codines
Recorregut: 18 km
Desnivell acumulat: 1.337 m (pujada: +762 m; descens: -575 m)
Temps estimat: 6,5 h 

Punts d'inici-final: Tagamanent (nucli urbà) i Sant Feliu de Codines (nucli urbà)
Punts de pas: Riu Congost - Sot del Bac - la Trona - cingles de Bertí - Sant Miquel del Fai - Sant Martí - Cim d'Àligues
Més informació Arxivat 2010-06-22 a Wayback Machine.

### IP3: Sant Feliu de Codines - Gallifa - Sant Llorenç Savall
Recorregut: 14 km
Desnivell acumulat: 829 m (pujada: +453 m; descens: -376 m)
Temps estimat: 3,5 h 

Punts d'inici-final: Sant Feliu de Codines (nucli urbà) i Sant Llorenç Savall (nucli urbà)
Punts de pas: Gorg Negre - Mare de Déu del Grau - castell de Gallifa - collet de Penjallops - pla de les Forques - les Avenques - torrent del Burc
Més informació Arxivat 2010-06-22 a Wayback Machine.

### IP4: Sant Llorenç Savall - La Mola - Mura
Recorregut: 24 km
Desnivell acumulat: 1.228 m (pujada: +639 m; descens: -589 m)
Temps estimat: 7,25 h 

Punts d'inici-final: Sant Llorenç Savall (nucli urbà) i Mura (nucli urbà)
Punts de pas: Vall d'Horta - el Marquet de les Roques - collet de Llor - coll d'Eres - la Mola - coll d'Eres - el Montcau - coll d'Estenalles - coll de Boix - turó dels Ducs - pla dels Codolosos
Més informació Arxivat 2020-11-26 a Wayback Machine.

### IP5: Mura - Rellinars - Monistrol de Montserrat
Recorregut: 24 km
Desnivell acumulat: 1.089 m (pujada: +553 m; descens: -536 m)
Temps estimat: 6,5 h 

Punts d'inici-final: Mura (nucli urbà) i Monistrol de Montserrat (nucli urbà)
Punts de pas: El Puig de la Balma - collet Roig - Puig Andreu - coll de la Creu dels Alls - Matarrodona - coll de la Morella - Rellinars - Can Prat
Més informació Arxivat 2010-06-22 a Wayback Machine.

### IP6: Monistrol de Montserrat - Monestir de Montserrat
Recorregut: 3,5 km
Desnivell acumulat: 617 m (pujada: +577 m; descens: -40 m)
Temps estimat: 1,5 h 

Punts d'inici-final: Monistrol de Montserrat (nucli urbà) i Monestir de Montserrat
Punts de pas: Can Basqueta - Drecera dels Tres Quarts - la Maçanera - Pla de les Bruixes - coll de les Baranes - estació dels funiculars - esplanada del monestir de Montserrat
Més informació Arxivat 2010-06-22 a Wayback Machine.